# Тейлор, Тейт
Тейт Те́йлор (англ. Tate Taylor; род. 3 июня 1969, Джэксон, Миссисипи, США) — американский кинорежиссёр, сценарист, актёр и кинопродюсер. Наиболее известен как режиссёр фильмов «Прислуга» (2011) и «Девушка в поезде» (2016).

## Ранние годы
Тейт Тейлор родился и вырос в Джэксоне, штат Миссисипи, США. Окончил Государственный Университет Миссисипи в Оксфорде. Некоторое время жил в Нью-Йорке, затем переехал в Лос-Анджелес, где и начал свою деятельность в качестве кинематографиста.

## Карьера
Как актёр Тейт дебютировал в 1995 году в эпизодической роли в сериале «Шоу Дрю Кэри». Свою режиссёрскую карьеру Тейлор начал в 2003 году, выпустив короткометражный фильм «Цыплячья вечеринка», где он выступил в роли режиссёра, сценариста, актёра и продюсера. Короткометражка получила несколько премий на двенадцати различных кинофестивалях. С этой картины началось сотрудничество Тейлора с актрисой Октавией Спенсер, которой роль в фильме Тейлора «Прислуга» впоследствии принесла премию «Оскар».
В качестве режиссёра и сценариста полнометражного игрового фильма Тейлор дебютировал в 2008 году с комедией «Прекрасные уродцы». Съёмки фильма проходили в Национальном парке Glacier в Монтане, в Чикаго и в Лос-Анджелесе. Благодаря сложным операторским приёмам и великолепному актёрскому составу фильм принес Тейлору известность среди голливудских режиссёров и сценаристов.
Одной из последних лент, в которой Тейт Тейлор выступил в роли актёра, стала драма «Зимняя кость» (2010) по роману Дэниела Вудрелла. Фильм получил Гран-при жюри на кинофестивале Санденс.
В 2011 году на экраны вышла третья режиссёрская работа Тейта Тейлора — драма «Прислуга», экранизация одноимённого романа Кэтрин Стокетт. Съёмки фильма начались в июле 2010 года и проходили в городе Гринвуд, штат Миссисипи. Примечателен «звёздный» актёрский состав картины: Эмма Стоун, Брайс Даллас Ховард, Джессика Честейн, Виола Дэвис и Октавия Спенсер. Фильм получил положительные отзывы критиков и неплохие кассовые сборы, а также был отмечен несколькими кинонаградами, в том числе номинациями на такие значительные кинопремии, как Золотой глобус и Оскар. Примечательно, что Кэтрин Стокетт передала Тейлору права на киноадаптацию в июне 2008 года, ещё до того, как её книга была опубликована.
В 2016 году Тейлор снял детективный триллер «Девушка в поезде», основанного на одноимённом романе Полы Хокинс. Главную роль в фильме исполнила Эмили Блант. В 2019 году режиссер выпустил фильмы «Ма», а в 2020 году — «Агент Ева». В конце января 2021 года в российский прокат выйдет драматическая комедия Тейлора «Дать дуба в округе Юба» с Эллисон Дженни и Милой Кунис в главных ролях.

## Личная жизнь
Тейлор — открытый гей.

## Фильмография

### Актёр
| Год  |     | Русское название                     | Оригинальное название                  | Роль                        |
| ---- | --- | ------------------------------------ | -------------------------------------- | --------------------------- |
| 1997 | кор | —                                    | Stick Up                               | Бойд                        |
| 1997 | ф   | Роми и Мишель на встрече выпускников | Romy and Michele’s High School Reunion | Кейси                       |
| 1999 | с   | Зачарованные                         | Charmed                                | третий претендент           |
| 2000 | кор | —                                    | Auto Motives                           | Дасти                       |
| 2001 | ф   | Странник                             | The Journeyman                         | Честер Паттон               |
| 2001 | ф   | Планета обезьян                      | Planet of the Apes                     | друг на вечеринке Лео       |
| 2001 | с   | Клиент всегда мёртв                  | Six Feet Under                         | первый соискатель на работу |
| 2003 | ки  | —                                    | Medal of Honor: Allied Assault         | н/д                         |
| 2002 | ф   | Обмануть всех                        | I Spy                                  | лейтенант Перси             |
| 2002 | с   | Шоу Дрю Кэри                         | The Drew Carey Show                    | Джим                        |
| 2003 | с   | Помощник американских адвокатов      | A.U.S.A.                               | Ганг-Хо                     |
| 2003 | кор | Цыплячья вечеринка                   | Chicken Party                          | Люк Смит                    |
| 2004 | ф   | Энциклопедия разводов                | Breakin’ All the Rules                 | помощник                    |
| 2005 | с   | Близкие друзья                       | Queer as Folk                          | Келвин                      |
| 2005 | ф   | —                                    | Wannabe                                | Ганнер Диллин               |
| 2008 | ф   | Прекрасные уродцы                    | Pretty Ugly People                     | парень Джорджа              |
| 2008 | с   | Убогая жизнь                         | Sordid Lives: The Series               | Ричи Миллер                 |
| 2008 | кор | Восьмая поправка: Мюзикл             | Prop 8: The Musical                    | напуганный сельский житель  |
| 2010 | ф   | Зимняя кость                         | Winter’s Bone                          | Майк Саттерфилд             |
| 2010 | в   | Любовь и предательство               | Love & Distrust                        | Дасти                       |
| 2019 | ф   | Ма                                   | Ma                                     | офицер Грейнджер            |

### Режиссёр, сценарист, продюсер
| Год  | Название                  | Оригинальное название        | Режиссёр   | Сценарист  | Продюсер   | Примечания             |
| ---- | ------------------------- | ---------------------------- | ---------- | ---------- | ---------- | ---------------------- |
| 2000 | —                         | Auto Motives                 |            |            | Да         | короткометражный фильм |
| 2003 | Цыплячья вечеринка        | Chicken Party                | Да         | Да         | Да         | короткометражный фильм |
| 2008 | Прекрасные уродцы         | Pretty Ugly People           | Да         | Да         | Да         |                        |
| 2011 | Прислуга                  | The Help                     | Да         | Да         | Да         |                        |
| 2014 | Джеймс Браун: Путь наверх | Get on Up                    | Да         |            | Да         |                        |
| 2015 | Грейс и Фрэнки            | Grace and Frankie            | Да (1 эп.) |            | Да (1 эп.) | телесериал             |
| 2016 | Девушка в поезде          | The Girl on the Train        | Да         |            |            |                        |
| 2019 | Ма                        | Ma                           | Да         |            | Да         |                        |
| 2020 | Агент Ева                 | Ava                          | Да         |            |            |                        |
| 2020 | Несметно богатые          | Filthy Rich                  | Да (4 эп.) | Да (1 эп.) | Да (3 эп.) | телесериал             |
| 2021 | Дать дуба в округе Юба    | Breaking News in Yuba County | Да         |            | Да         |                        |
| 2024 | Палм-Рояль                | Palm Royale                  | Да         |            | Да         | телесериал             |